# شقلبة

صورة متحركة لحركة الشقلبة

الشقلبة هي تمرين بهلواني يؤدي فيه الشخص حركة دوران كامل بزاوية 360 درجة في الهواء ويحرك قدميه فوق رأسه. ويمكن تأدية حركة الشقلبة إما إلى الأمام أو الخلف أو الجانب، كما يمكن تنفيذها في الهواء أو على الأرض. وعند تنفيذها على الأرض، فإنها عادةً ما تسمى دحرجة.

## أنواع الشقلبات
توجد العديد من أشكال الشقلبات الأمامية والخلفية، غير أن أكثرها شهرةً من الناحية الفنية هي تلك المحددة في رياضة جمباز الترامبولين التنافسية، حيث يمكن أداء حركة الشقلبة بشكل تنافسي في ثلاثة أوضاع: الوضع المكور (tucked) والوضع المنحني (piked) والوضع المستقيم (straight).

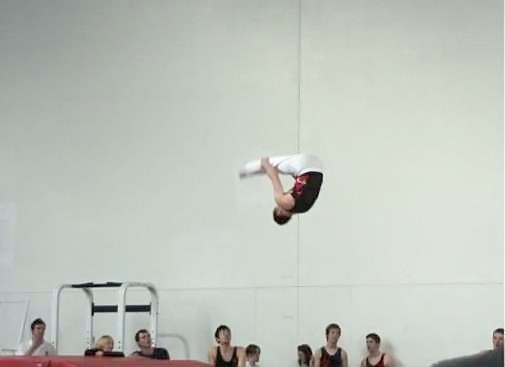
شقلبة أمامية في الوضع المنحني

بالإضافة إلى حركات الشقلبة الكاملة، فإنه يمكن استخدام حركات الشقلبة في 1/4 دورانات. وينتج عن هذا أشكال متنوعة مثل:
- حركة السقوط المفاجئ "crash dive" (وهي 3/4 شقلبة أمامية تنتهي بالهبوط الخلفي)
- حركة "lazy back" (وهي 3/4 شقلبة خلفية تنتهي بالهبوط الأمامي)
- حركة "ballout" (وهي 1⁄41 شقلبة أمامية تنتهي بالوقوف على القدم من الهبوط الخلفي)
- حركة كودي "cody" (وهي 1⁄41 شقلبة خلفية تنتهي بالوقوف على القدم من الهبوط الخلفي)

داخل اتحادات الجمباز البريطانية، تم شجب المصطلحات المذكورة أعلاه لصالح استخدام مصطلحات معيارية أكثر. على سبيل المثال، تمت الإشارة إلى حركة السقوط المفاجئ "crash dive" على أنها 3/4 شقلبة أمامية (وضع مستقيم). وبالمثل، الحركة التي كانت تسمى من قبل "Barani Ballout" أصبحت تُعرف الآن باسم "Ballout Barani"؛ وهي تشير إلى أنه تم أداء الشقلبة إلى الأمام قبل الالتفاف.
بالإضافة إلى ذلك، توجد أشكال متعددة من حركات الشقلبة الثنائية والثلاثية، وغالبًا ما تتضمن دورانات الالتفاف ويمكن أن تنتهي بحركات هبوط الجسم.